# Межэтнический брак

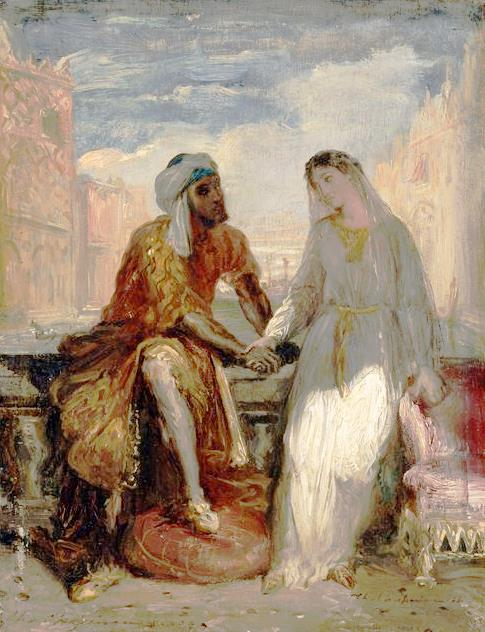
Отелло, мавр, и Дездемона, его венецианская жена из пьесы Уильяма Шекспира «Отелло».

Межэтни́ческий (смешанный, межрасовый, межнациональный) брак — форма экзогамии, подразумевающая брак между супругами, принадлежащими к разным этносам.
Исторически межрасовый брак был табу в США и был запрещён в ЮАР. Межэтнический брак широко распространён на территории бывшего Союза ССР, а также встречается в современной России. Межэтнический брак часто употребляется как синоним межрасового, межнационального, межкультурного, этнически смешанного брака. В российской современной научной традиции чаще употребимым является понятие межнациональный или межэтнический брак.

## Значение и использование термина
Межэтнический брак — это термин, используемый для описания брачных союзов, заключенных между людьми, относящимся к разным расам или этническим группам. Его не следует путать с понятием межкультурный брак, которое подразумевает брак между людьми, принадлежащим к разным культурам. 
Некоторые авторы, занимающиеся проблемами социологии, например, философ, политолог и социолог А. Г. Дугин проводит разграничение между понятиями межнациональный брак и межэтнический брак. Под межнациональным браком понимается брачный союз между гражданами разных государств, представляющий собой юридическую процедуру, связанную с получением гражданства одним из его участников. В отношении него можно применить понятия «гипогамии» и «гипергамии». «Гипергамией» можно назвать брак, в котором один из партнеров приобретает гражданство более развитой страны, тогда как «гипогамией» будет считаться принятие партнером гражданства менее развитой страны. Межэтнический же брак предполагает бракосочетание жителей одной и той же страны. В данном случае правовые нормы не применяются, поэтому понять, что брак является межэтническим можно только при помощи этносоциологического наблюдения или на основании самоидентификации самих лиц, вступающих в брак.
Однако, часто, несмотря на множество дефиниций, понятия «межнациональный брак», «межэтнический брак», «национально-смешанный брак», «этнически-смешанный брак», «межкультурный брак», рассматриваются как синонимы, обозначающие супружеский союз представителей двух этносов.

### Типология межэтнических браков
- Браки с партнерами, которые имеют общие этнокультурные признаки: одинаковая религия, традиции, обычаи, система норм и ценностей, быт;
- Браки с партнерами, которые имеют разные этнокультурные признаки: разная религия, обычаи, ценности, национальные особенности и культура;
- Браки с партнерами, которые похожи по этнокультурным признакам, но имеют разную этническую принадлежность[3].

## Теоретические основы национально-смешанной брачности
Межэтнические браки изучаются в рамках этносоциологических исследований. Существуют две основных концепции, с точки зрения которых можно объяснить причины создания межэтнических браков:
1. В контексте конструктивистской концепции образование брачных пар происходит в результате целенаправленного рационального выбора партнеров, имеющих цель достигнуть максимального уровня полезности. С этой точки зрения межэтнические браки рассматриваются как результат обмена статусами (например, когда мужчина, принадлежащий к непрестижной этнической или расовой группе, но достигнувший достаточно высокого экономического, образовательного или профессионального положения, заключает брак с женщиной из престижной этнической группы, но имеющей более низкий социальный статус. Таким образом, он как бы отдает свой избыточный социальный статус для того, чтобы увеличить этнический статус, причем не обязательно свой собственный, а, например, своих детей.
2. Согласно онтологическому подходу главным фактором заключения и роста числа межэтнических браков является ослабление воздействия традиционных родственных и соседских связей. В данном случае вступление в межэтнический брак рассматривается не столько как результат индивидуального выбора, а как следствие исключения отдельных семей или индивидов из системы внутриэтнического социального контроля.

## Законность

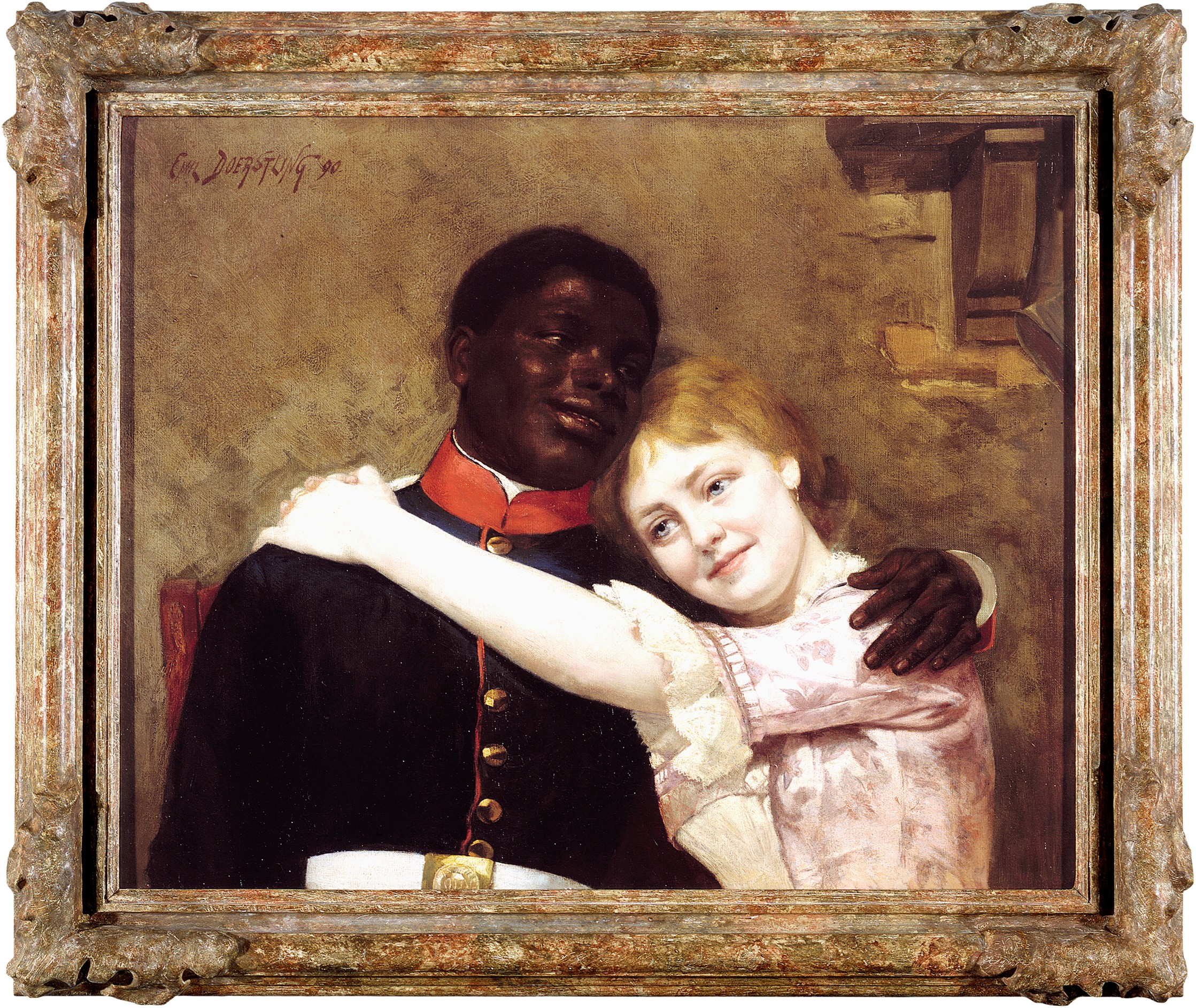
Дёрстлинг, Эмиль — Прусское любовное счастье (1890)

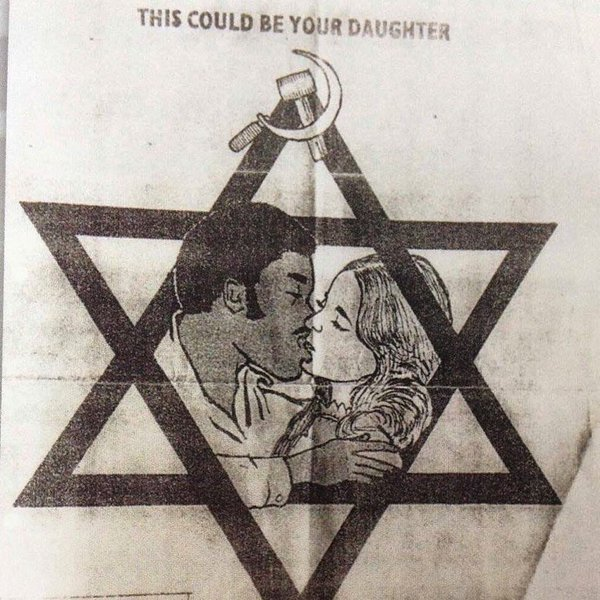
Расистский плакат, связывающий смешение рас с коммунизмом и евреями, 1960-е годы

Одним из наиболее ранних примеров законов, направленных против межэтнических браков, был Килкеннийский статут 1367 года, который запрещал браки между англичанами и ирландцами. В некоторых странах в определённые периоды истории были запрещены не только межэтнические браки, но также сексуальные отношения между представителями разных рас: в Германии в период Третьего рейха, в Южно-Африканской Республике во время апартеида, а также во многих штатах США до 1967 года. В 1778—1791 и 1803—1819 годах запрет на межрасовые браки действовал во Франции, с 1937 по 1944 год — в Италии. В Швеции в 1937 году государственной церкви была дана рекомендация при заключении браков между шведскими и немецкими гражданами руководствоваться Нюрнбергскими законами, и до конца Второй мировой войны большинство священников следовало этой рекомендации.
Исторически Соединённые Штаты Америки продвигали идею чистоты или разделения рас. Были приняты законы, призванные не допустить смешения рас и запрещающие вступать в брак с представителями другой расы. Так, браки между представителями европеоидной расы и афроамериканцами считались вне закона. В 1664 году штат Мэриленд принял первый в истории США антиметисационный закон и к 1700-м годам ещё в пяти штатах были введены подобные законы. Между 1942 и 1967 годами четырнадцать штатов аннулировали эти законы, приняв собственные акты законодательной власти. В 1967 году Верховный суд США (дело Лавинг против Виргинии) признал антиметисационные законы противоречащими Конституции. Однако, ввиду того, что межэтнические браки в обществе подвергались остракизму, постановление суда не способствовало увеличению числа межэтнических браков. Количество межэтнических браков стало постепенно расти с 1980-х годов и существенно возросло только в начале XXI века. По данным Бюро переписи населения США в 2010 году 15 % всех браков в Америке заключены между лицами разных рас или этносов, тогда как в 1980 году такие браки составляли только 6,7 % от общего числа.

### В России
В России смешанные браки как таковые запрещены никогда не были, однако, существовал ряд близких ограничительных мер:
- на исповеди православный духовник спрашивал, не вступал ли исповедуемый в интимную связь с «иноплеменными»[12][13][14];
- до Февральской революции были запрещены браки между православными и лицами, не исповедующими православие, католицизм, лютеранство или кальвинизм[15];
- с 15 февраля 1947 года по 26 ноября 1953 года были запрещены браки граждан СССР с иностранцами[16].

## Проблемы в межэтнических браках
В межкультурных браках зачастую супруги сталкиваются с проблемами, нехарактерными для пар, в которых оба партнера принадлежат к одной культуре. Разные культуры имеют различные моральные, этические и ценностные основы, в рамках которых по-разному воспринимаются такие понятия, как индивид, семья, общество и социальный образ жизни. Поэтому, когда в межкультурных браках эти основы сталкиваются друг с другом, возникают конфликты. Однако, межэтнические браки не всегда являются межкультурными браками, так как в некоторых странах, например, США, представители разных рас могут иметь одинаковую культурную принадлежность.

### Семья и общество
Главным внешним фактором, который оказывает воздействие на восприятие межэтнических отношений и браков, является отношение к подобным союзам в семьях и в обществе, в которых такие пары проживают. Иногда члены семей открыто проявляют неприятие, сопротивление и враждебность по отношению к одному из партнеров. Возникают проблемы, связанные с разрывом поколений в вопросах идеологии, а также такими бытовыми вещами, как например, в какой культурной традиции должна быть организована свадьба, как следует воспитывать детей и какую религию вероисповедовать. К тому же подобные браки часто сталкиваются с расизмом, что может стать еще одной сферой потенциальных разногласий.
Также в случае межэтнических браков возникает проблема определения этнической идентичности как обоих супругов, так и их детей. Если каждый из супругов сохраняет свою этническую идентичность, отказавшись перенимать культурные архетипы, язык, поведенческие паттерны, традиции и обряды партнера, то обычно воспитание детей в подобных семьях является бикультурным и билингвистическим. Однако, не всегда дети, рожденные в таких браках, принимаются в обществе в качестве полноправных членов определенной этнической группы, и становятся этническими аутсайдерами. Зачастую детям из межэтнических семей отводится маргинальный статус, который символически выражается, например, в оскорбительных прозвищах, используемых по отношению к таким людям. Так, в США это слово «метисы», а в Индии — «чандала» (неприкасаемые).
Межэтнические браки также сталкиваются с непониманием в некоторых религиях. С точки зрения исламской религиозной традиции, брак считается успешным, если соблюдается условие совместимости (кафаат), то есть когда партнеры подходят друг другу по уровню образования, социальному статусу, а также культуре и национальности. В шариате подчеркивается, что если такой совместимости нет, то создать прочные и гармоничные отношения в браке будет очень сложно. Поэтому, утверждается, что следует заключать брак с представителем своего этноса.
В Британии, согласно ряду исследований, у подростков смешанного происхождения чаще возникают проблемы с поведением, общим самочувствием и психическим здоровьем из-за проблем самоидентификации: метисы воспринимаются как чёрные, при этом могут принадлежать к белой культуре (например, выросли в неполной семье с одним белым родителем). Ситуация описывается как «слишком белый, чтобы быть чёрным — слишком чёрный, чтобы быть белым».

### Медицинский аспект
Дети от смешанных браков могут столкнуться с рядом редких проблем медицинского характера — в частности, им сложно найти донора для пересадки костного мозга.

## Преимущества межэтнических браков
Некоторое количество учёных утверждает, что разнообразие типов семей способствует культивированию открытой межкультурной коммуникации индивидов с целью лучшего понимания культур и взглядов других людей, а также что межэтнические браки, переводя этнические вопросы в сферу семейных отношений, способствуют усилению этнических контактов и сближению народов.
Представители этнически смешанных браков, как правило, склонны более доброжелательно относиться к представителям других этносов и национальностей, признавая этнокультурные различия, а также проявляя бо́льшую толерантность при их обнаружении.

## Межэтнические браки в России
В России согласно «Социальной энциклопедии» под редакцией А. П. Горкина распространены пять основных групп межэтнических браков:
1. брачные союзы, в которых один из супругов принадлежит к одной из превалирующих национальностей данного региона, а другой — русский;
2. семейные пары, в которых один член — представитель основной национальности, а другой — любой иной национальности кроме русской;
3. украино-русские пары, которые выделяются как одни из самых распространенных;
4. пары, включающие русских и представителей иных национальностей;
5. любое другое сочетание представителей иных национальностей.

В соответствии со статистикой по Москве, русские женщины чаще русских мужчин заключают межнациональные браки (на них приходится 62 % таких браков). Поменялся и национальный состав подобных браков. Если ранее в период существования СССР большинство смешанных этнических семей были русско-украинские, на втором месте были семьи, состоящие из русских и евреев (11 %) и русских и татар (10 %), то в настоящее время наблюдается рост браков русских с армянами, грузинами и азербайджанцами (рост в 4 и 7 раз) и другими народами Кавказа (рост более чем в 10 раз). По России, в соответствии с Всероссийской переписью населения 2010 года, этнически разнородных пар — 12 %, причем разные этносы показывают разную готовность вступать в межэтнические браки. Чаще в моноэтническом браке состоят калмыки, чеченцы, якуты и ингуши, тогда как среди таких народов, как мордва и коми, доля смешанных браков составляет более 40 %.